# 楊察
杨察（1011年—1056年），字隐甫。北宋大臣。
祖籍山西，随唐僖宗入蜀，居家成都。至其祖父杨钧，跟随孟昶归朝。杨钧生杨居简，宋真宗时，官至尚书都官员外郎，曾经在庐州做官，于是为合肥人。杨居简生杨察，景祐元年（1034年），杨察举进士甲科，担任将作监丞通判宿州。转任秘书省著作郎、直集贤院，出知颍州、寿州二州，入为开封府推官，判三司盐铁、度支勾院，修起居注，官至江南东路转运使。属官以杨察年少，轻视他。到了行部，多次揭出奸隐，大家才敬重服从他。杨察在部，专门以核举官员为急务。有人议论他，杨察说：“这是按察的职责，如果贪财好虚荣，是俗吏的能事，何必用我！”召为右正言、知制诰，权判礼部贡院。当时上封事的人请朝廷罢去有司糊名考选士人的办法，以及改变考试规矩，文风放轶上袭唐朝文体。杨察认为：“防禁一旦破坏，则请托之风复起。而且文章无今古之别，惟以主体思想为重，如果放纵随便，也不是唐朝科选之法。”前议于是停止。
晏殊执政，杨察要回避岳父，改任龙图阁待制。为母丁忧去职，服丧结束，再担任知制诰，拜翰林学士、权知开封府，擢升为右谏议大夫、权御史中丞。谈论事情无所避讳。皇帝下诏推举御史，杨察建言：“台谏在殿中奉职，弹劾不法，应该有通古今治乱良直之臣。现在审核的条例太细碎，如有小错，都不选用，恐怕英伟之士，或有遗落。”御史何郯以他奏事没有根据，中书省询问。杨察又说：“御史，原来允许风闻；即使所言不当，自有朝廷选择。现在情况在疑似之间，就被诘问，臣恐怕台谏官于是害怕处罚缄默不言，这不是广言路的办法。”
又多次因上书言事忤逆宰相陈执中。不久，三司户部判官杨仪以请求贬官，杨察因之前在府时误判笞刑罪，虽然革去官职，罢知信州。改知扬州，复官为翰林侍读学士，又兼龙图阁学士、知永兴军，加端明殿学士、知益州。再转任礼部侍郎，又权知开封府，兼翰林学士、权三司使。
内侍杨永德在宋仁宗面前诋毁杨察，三司有诉讼，牵连卫士，皇城司不立即调查，而有诏书交给开封府审讯。杨察于是请求辞去三司，于是转任户部侍郎兼三学士，提举集禧观，进承旨。一年后，再以本官充三司使。吃钟乳过剂，得痈病而亡。赠礼部尚书，谥宣懿。
杨察有很好的风度仪表。幼年丧父，七岁才会说话，母亲很有文化，曾亲自教育他。做文章很敏捷，担任制诰，开始好像不用心；稿成之时，都是雅致有体，被当世人所称。遇事决断，勤于职守，事虽多也不厌烦。痈病刚刚发作，还能见皇帝问对，谋划财政，回家后病发，时人以为他劳神过度得病。有文集二十卷。无子，以兄子杨庶为嗣。
弟弟杨寘，举进士第一，通判润州，以母丧不赴任，哀伤过度而亡。时人为之悲伤。

## 延伸阅读
[在维基数据编辑]
 《宋史·卷295》，出自脱脱《宋史》